# Flottans farliga flickor
Flottans farliga flickor (engelska: Here Come the Waves) är en amerikansk komedifilm från 1944 i regi av Mark Sandrich. I huvudrollerna ses Bing Crosby och Betty Hutton. Filmen hade svensk premiär den 8 november 1945.

## Rollista i urval
- Bing Crosby - Johnny Cabot
- Betty Hutton - Susan / Rosemary Allison
- Sonny Tufts - Windy 'Pinetop' Windhurst
- Ann Doran - Ruth
- Gwen Crawford - Tex
- Noel Neill - Dorothy